# Monts Nakanai
Les monts Nakanai ou Nakanaï (avec un tréma) sont une chaîne de montagnes de l'Est de la Nouvelle-Bretagne, en Papouasie-Nouvelle-Guinée, province de Nouvelle-Bretagne orientale.